# Hukałowce (gmina)
Hukałowce – dawna gmina wiejska w powiecie zborowskim województwa tarnopolskiego II Rzeczypospolitej. Siedzibą gminy były Hukałowce.
Gminę utworzono 1 sierpnia 1934 r. w ramach reformy na podstawie ustawy scaleniowej z dotychczasowych gmin wiejskich: Harbuzów, Hnidawa, Hukałowce, Iwaczów, Jarosławice, Manajów, Nuszcze, Perepelniki i Wołczkowce.
Po II wojnie światowej obszar gminy znalazł się w ZSRR.